# ألكسندر إيميش
ألكسندر إيميش (بالبولندية: Aleksander Imich) ولد في 4 فبراير 1903 في تشيستوخوفا (بولندا) وتوفي في 8 يونيو 2014 في مانهاتن، نيويورك (الولايات المتحدة)، هو معمر بولندي أمريكي، ويعتبر عميد الرجال في البشرية من 24 أبريل 2014 حتى وفاته في عمر 111 سنة.

في سنة 1952، وعند بلوغه سن 49 عاما، انتقل للعيش في الولايات المتحدة.

## حياته
| العمر                    | التاريخ        | الحدث                                                           |
| ------------------------ | -------------- | --------------------------------------------------------------- |
| 9 سنوات، 2 أشهر و10 أيام | 14 أبريل 1912  | غرق السفينة آر إم إس تيتانيك.                                   |
| 11 سنة، 6 أشهر و0 يوم    | 4 أغسطس 1914   | بداية الحرب العالمية الأولى.                                    |
| 29 سنة، 11 أشهر و26 يوم  | 30 يناير 1933  | أدولف هتلر يصبح مستشار الرايخ.                                  |
| 36 سنة، 6 أشهر و27 يوم   | 1 سبتمبر 1939  | بداية الحرب العالمية الثانية.                                   |
| 49 سنة، 0 أشهر و2 أيام   | 6 فبراير 1952  | إليزابيث الثانية تصبح ملكة المملكة المتحدة وجميع دول الكومنولث. |
| 52 سنة، 2 أشهر و14 يوم   | 18 أبريل 1955  | وفاة ألبرت أينشتاين.                                            |
| 60 سنة، 9 أشهر و18 يوم   | 22 نوفمبر 1963 | اغتيال جون ف. كينيدي.                                           |
| 65 سنة، 2 أشهر و0 يوم    | 4 أبريل 1968   | اغتيال مارتن لوثر كينغ.                                         |
| 66 سنة، 5 أشهر و16 يوم   | 20 يوليو 1969  | أول خطوة يخطوها الإنسان على سطح القمر.                          |
| 75 سنة، 8 أشهر و12 يوم   | 16 أكتوبر 1978 | انتخاب يوحنا بولس الثاني كبابا في الفاتيكان.                    |
| 83 سنة، 2 أشهر و22 يوم   | 26 أبريل 1986  | كارثة تشيرنوبيل النووية.                                        |
| 86 سنة، 9 أشهر و5 يوم    | 9 نوفمبر 1989  | سقوط جدار برلين.                                                |
| 87 سنة، 5 أشهر و28 يوم   | 2 أغسطس 1990   | بداية حرب الخليج الثانية.                                       |
| 91 سنة، 2 أشهر و2 يوم    | 6 أبريل 1994   | بداية الإبادة الجماعية في رواندا.                               |
| 94 سنة، 6 أشهر و0 يوم    | 4 أغسطس 1997   | وفاة جين كالمينت، عميدة البشرية.                                |
| 98 سنة، 7 أشهر و7 يوم    | 11 سبتمبر 2001 | أحداث 11 سبتمبر 2001.                                           |
| 98 سنة، 8 أشهر و3 يوم    | 7 أكتوبر 2001  | بداية حرب أفغانستان.                                            |
| 100 سنة، 1 أشهر و15 يوم  | 19 مارس 2003   | بداية حرب العراق.                                               |
| 107 سنة، 10 أشهر و13 يوم | 17 ديسمبر 2010 | بداية ثورات الربيع العربي.                                      |
| 109 سنة، 3 أشهر و28 يوم  | 2 يونيو 2012   | اليوبيل الماسي للملكة إليزابيث الثانية.                         |
| 109 سنة، 6 أشهر و21 يوم  | 25 أغسطس 2012  | وفاة نيل آرمسترونغ أول رجل يستطيع المشي على سطح القمر.          |
| 110 سنة، 10 أشهر و1 يوم  | 5 ديسمبر 2013  | وفاة نيلسون مانديلا.                                            |
| 111 سنة، 2 أشهر و20 يوم  | 24 أبريل 2014  | إيميش يصبح عميد البشرية.                                        |

## مقالات ذات صلة
- عميد البشرية
- عميد الرجال في البشرية